# 大本钟
大笨鐘（英語：Big Ben，或譯作大本鐘），是一座位於英國倫敦西敏宫北端鐘樓與其內部的報時時鐘，大本鐘所在的塔樓的正式名稱原為鐘樓（英語：Clock Tower），2012年更名為伊麗莎白塔，以紀念伊麗莎白二世的鑽禧紀念。該鐘是英國最大的鐘，其建築1859年落成，成為世界上最大、最準確的四面報時鐘之一。
這座塔是由奥古斯塔斯·普金以哥德復興式建築設計，塔上的盾牌代表了聯合王國的所有四大區域，玫瑰代表英格蘭，薊代表蘇格蘭，三葉草代表北愛爾蘭，韭葱代表威爾士，2009年5月31日，舉行了慶祝鐘樓150週年的慶祝活動。
大笨鐘是西敏宫塔樓五個鐘中最大的一個，重13.5長噸（13.7噸；15.1短噸），大笨钟的命名來源眾說紛紜，有一种说法称大笨钟的名字来自于本杰明·豪尔爵士。塔樓在整點過後的15、30和45分鐘以及整點鐘聲響起之前響起。時鐘使用原始的維多利亞式機制，但能夠使用電動機作為備用設施。當前，大笨鐘是世界公認的英國文化標誌，也是英國政府和議會制的象徵之一，並且經常在倫敦取景的電影中出現。自1970年以來，大笨鐘被列為一級保護建築，並於1987年由聯合國教科文組織列為世界文化遺產。

## 歷史

### 起源
大笨鐘是查尔斯·巴里為新西敏宮所設計的新建築之一，因為原有的西敏宮在1834年10月16日的议会大火中幾乎被完全摧毀，巴里雖被任命為新西敏宮的首席建築師，但鐘樓的設計工作則是交由奧古斯塔斯·普金設計，鐘樓的外觀造型則與普金早期的設計作品相似，如位於蘭開夏郡的斯卡里斯布里克大廳。大笨鐘是普金在陷入精神疾病並於1852年去世之前的最後一個設計作品，普金在巴里最後一次拜訪他獲取鐘樓的設計圖前，曾寫道：
我從未為巴里先生如此辛勤的工作，因為明天我將交出所有完成他的鐘塔的設計，它很美麗。
鐘樓的建設於1843年9月28日開始，建築承包商由托馬斯·格里瑟爾和莫頓·佩托擔任。一把曾在開工典禮由佩托的兒媳婦艾米莉使用，以銘刻基石的磨刀現位於議會檔案館中保存。

### 設計

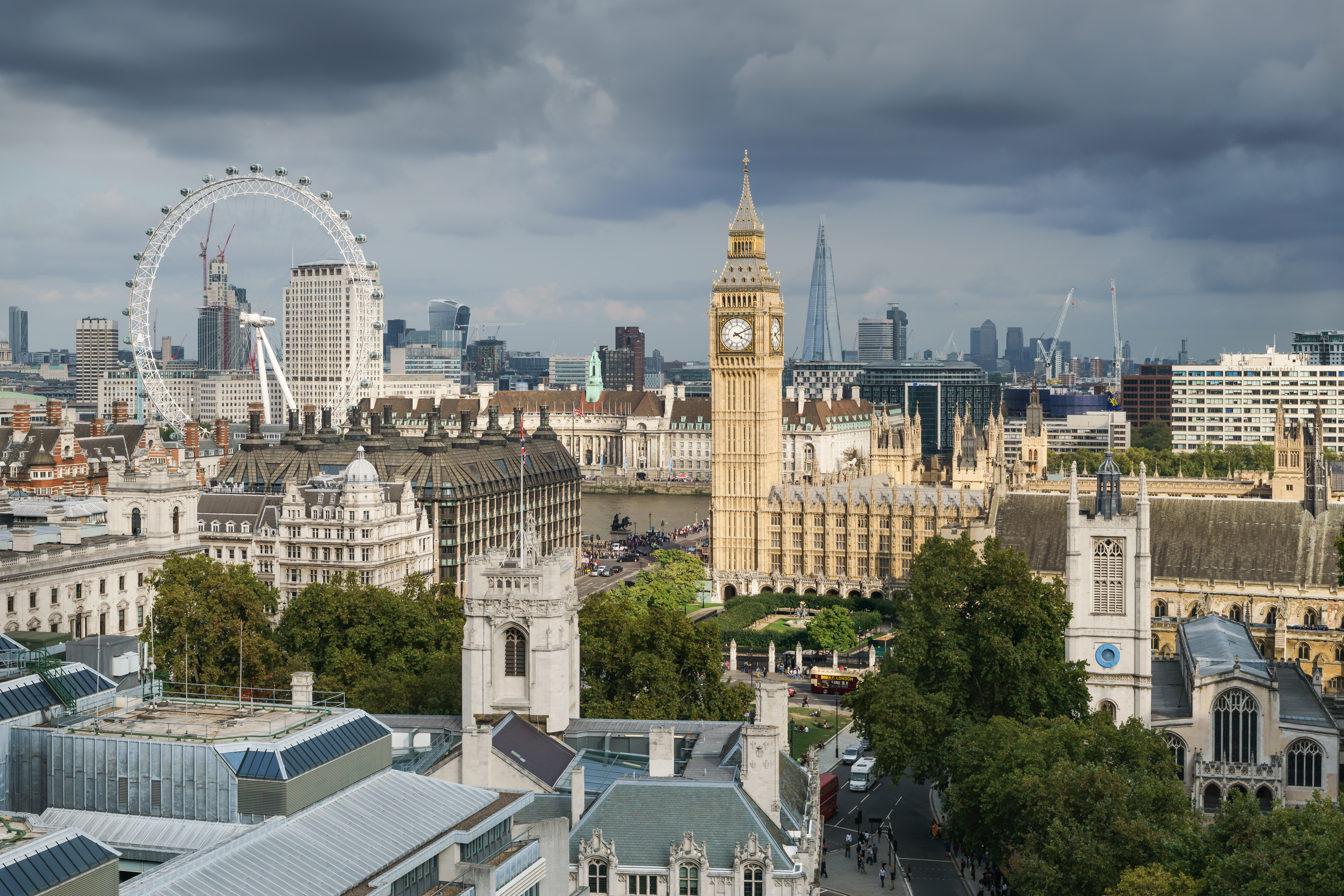
大笨鐘與倫敦天際線，周圍設施包括倫敦眼、保得利大厦、議會廣場和威斯敏斯特圣玛格丽特教堂。

大笨鐘最終於1859年完工，其建築採用普金所擅長的哥德復興式建築設計，均高約316英尺（96.3），因而成為當時英國第三高的鐘樓。鐘面（位於中心）距離地面高180英尺（54.9）。塔樓底座為正方形，每邊長40英尺（12.2），底部座落在厚12英尺（3.7）的混凝土基礎上。整個建築以磚砌成，外部覆蓋著來自南約克郡的沙色安斯頓石灰石，頂部覆蓋著數百塊铸铁屋頂瓦的尖頂。其建築內部設有一個螺旋樓梯，共有290級石階通往鐘樓，並設有44級階梯到達鐘樓的鐘樓間，再加上59級階梯以抵達尖頂間。
在鐘樓和艾爾頓燈的上方共設有52個盾牌，上面裝飾著代表構成英國的四個國家國徽：英格蘭都鐸王朝的紅色和白色玫瑰、蘇格蘭的薊花、北愛爾蘭的三葉草和威爾士的韭菜花。還展示象徵亨利八世的第一任妻子阿拉貢的嘉芙蓮的石榴，象徵英國國會的橫門、象徵王權過去曾統治法國的百合花飾。
地面到鐘樓間共設有一座尺寸為16乘8英尺（4.9乘2.4）的通風井，該結構是由戴維·鮑斯威爾·里德設計，然而該通風井實際上並奏效發揮功能，因此在落成後則改用作為煙囪使用，使用至1914年左右。在2017年至2021年的修繕工程中，通風井內部安裝了一個電梯。
至落成以來，由於鐘樓所在地基建立在一層礫石上，下側的倫敦粘土因而導致建築所在的土地鬆軟，其結構開始偏離垂直中軸線，約傾斜約為1⁄240度的狀況，此外由於慶祝英國女王伊麗莎白二世登基50周年延伸的銀禧線挖掘工程，使得建築物的最大傾斜度增加為22毫米。使得在1990年代，數千噸的混凝土被注入鐘樓下方的地面以穩定鐘樓。
2011年時，鐘樓在飾頂處傾斜約500毫米（20英寸）。專家們相信，鐘樓傾斜在未來的4000至10000年內不會成為問題。

### 名稱

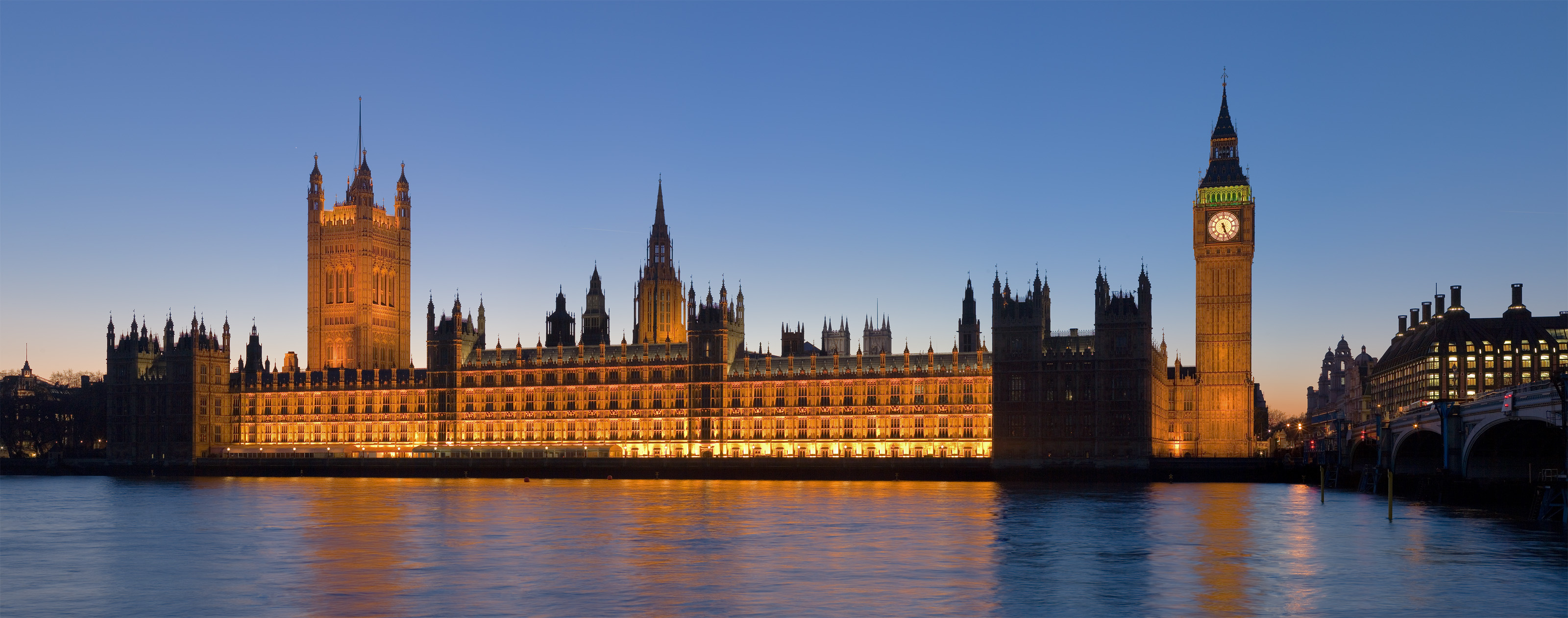
從泰晤士河對岸看到的西敏宮與大笨鐘

在維多利亞女王時代期間，倫敦的記者們將鐘樓稱其為聖斯蒂芬塔（St Stephen's Tower）。由於下議院成員最初在聖斯蒂芬大廳舉辦會議，這些記者將任何與下議院有關的事物稱為「來自聖斯蒂芬的新聞」（宮殿內確實有一個名為聖斯蒂芬塔的建築，位於公眾入口上方）。在2012年6月2日，大鐘聲響起前，鐘樓的正式名稱被更改為伊莉莎白女王塔，以紀念伊莉莎白二世女王登基鑽禧。
2012年6月26日，下議院確認鐘樓的更名能夠進行。當時的首相戴维·卡梅伦於2012年9月12日正式宣布更名鐘樓。在在相鄰的綠地上舉行命名儀式，時任下議院議長約翰·伯考在鐘樓上揭開了一塊牌匾，以慶祝這一事件。

### 監獄
大笨鐘室內有一間橡木鑲板的監獄房間，該房間只能從下議院進入，而不能通過塔門進入。該房間最後一次使用是在1880年，當時無神論者查爾斯·布拉德勞新當選為北安普顿的國會議員後，因拒絕宣誓效忠維多利亞女王的宗教誓言而被執法官員逮捕入獄。當前官方上，執法官員仍然可以向拒絕宣誓效忠王國的人士進行逮捕，這是自1415年以來就擁有的權力。然而大笨鐘的監獄間在當前已經被請願委員會使用，該委員會負責監督提交給議會的請願書。

### 艾爾頓燈
1873年，時任第一任工程和公共建築專員的艾克頓·史密·艾爾頓對鐘樓新增了一項改建。於鐘樓上方設有一項叫做艾爾頓燈（Ayrton Light）的燈籠，每當下議院在天黑後開會時，艾爾頓燈將會點亮。最初，艾爾頓燈將朝向白金汉宫，以便維多利亞女王可以從窗戶往外看到下議院。

## 時鐘

### 鐘盤

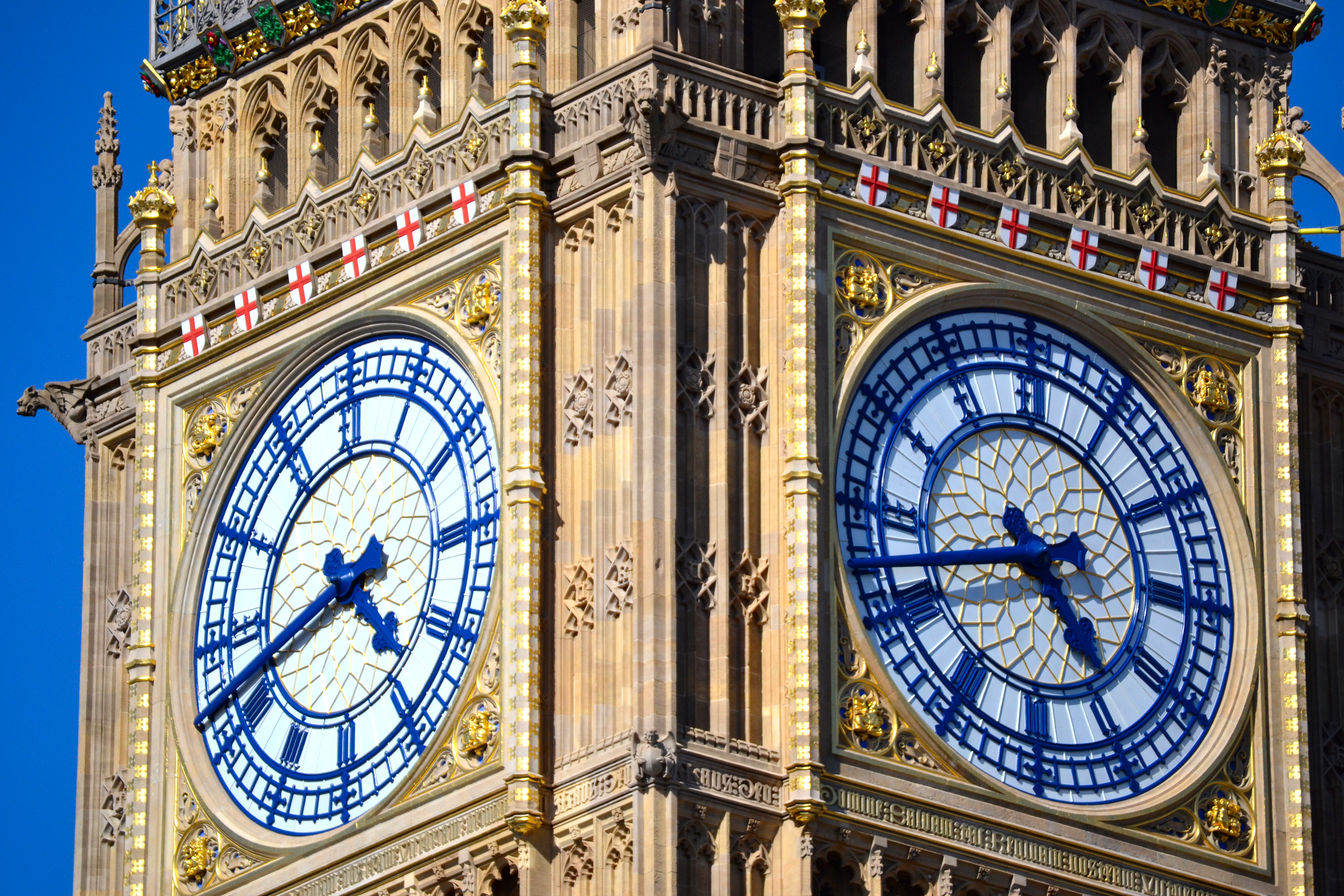
2022年的大笨鐘錶盤。

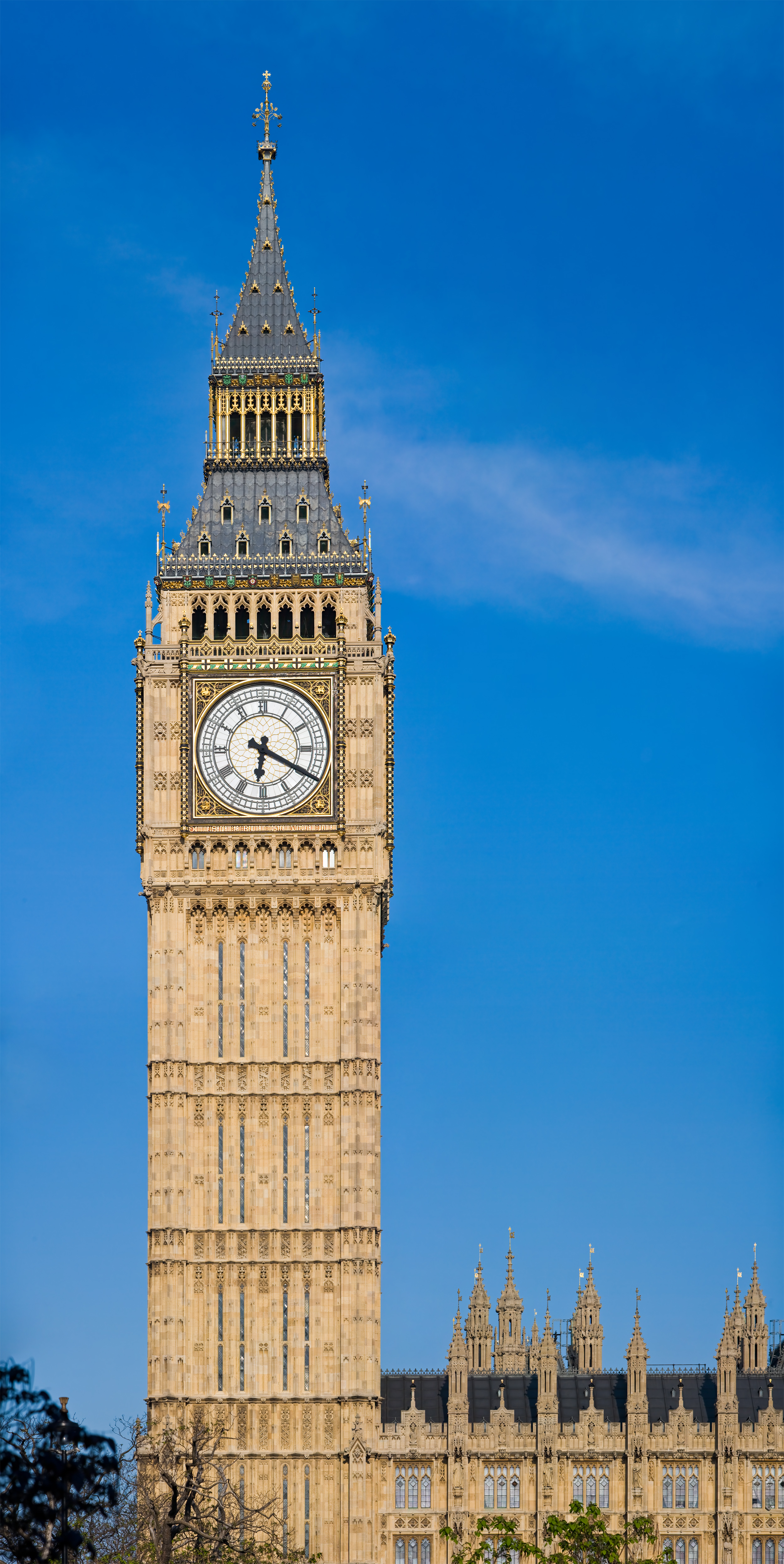
2007年的大笨鐘，可以看到錶盤是黑色的。

在設計鐘盤時，奧古斯都·普金時受到鐘錶匠班傑明·路易斯·夫路亞密的啟發。在設計中，每個鐘盤都由鑄鐵部件拼合而成，整個錶盤的直徑為22.5英尺（6.9），在落成後成為英國第三大的鐘面。鐘盤的結構則由324片特殊的不透明、乳白色的玻璃組成。
最初，鐘盤曾使用煤氣燈以供讓錶盤在夜晚照明時，藉由背光呈現在辨識更加明顯的效果，起初只有議會開會時，大笨鐘才會開燈，但自1876年以來，大笨鐘在每日自黃昏到黎明都會開燈。在20世紀初期至今，電燈泡則被安裝在鐘盤上持續提供照明。
鐘盤周圍設有華麗的鍍金裝飾。每個鐘盤的底部是以拉丁文撰寫的銘文：「DOMINE SALVAM FAC REGINAM NOSTRAM VICTORIAM PRIMAM」，該銘文的意思是：「主啊，請保佑我們的維多利亞女王」。與許多使用羅馬數字標示的時鐘採用「IIII」不同，大笨鐘的鐘盤是以羅馬數字「IV」標示「4」的位置。鐘盤上的金屬時針和銅分針分別長達8.75英尺（2.7）和14英尺（4.3）。
最初的鐘盤和時針完成時，其外觀採用了普魯士藍色，但在1930年代以掩蓋空氣污染的影響而被塗成黑色。後在2017年至2021年的修復工作中恢復成原始的普魯士藍。在落成之後的160年期間，大笨鐘也使用過不少於六種不同的顏色方案。最初的玻璃是在維多利亞時期製造的，後在2017年至2021年的修復工程中被更換，由德國玻璃製造商蘭伯茨玻璃廠製作了複製品。

### 功能

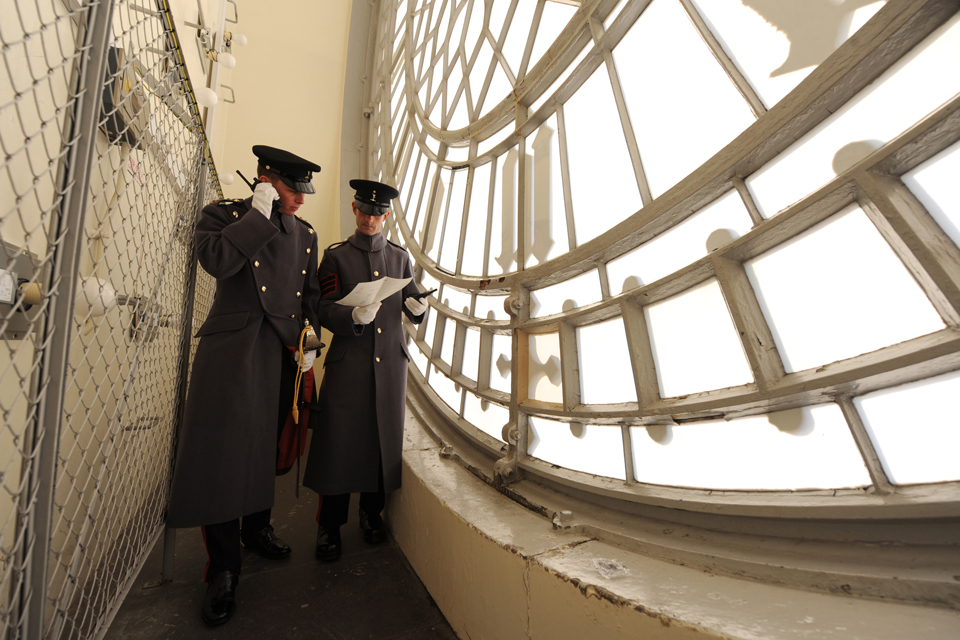
大笨鐘的內部

大笨鐘內部鐘錶的機芯以其可靠性著稱，該設施的設計師是律師和業餘鐘錶學家埃德蒙·貝克特·丹尼森及英國皇家天文學家喬治·比德爾·艾里。施工的委託給則交由鐘錶匠愛德華·約翰·丹特負責，但由於丹特於1853年去世，所以則由他的繼子弗雷德里克·丹特（Frederick Dent）於1854年完成了這項工作。
由於鐘樓直到1859年才完工，丹尼森有充裕的時間對鐘錶的擒纵器進行實驗，為了考慮倫敦潮濕、多雨的氣候條件使鐘錶精度不穩定的問題，丹尼森發明了一種雙三足重力擒縱器，以取代最初設計的擺針式擒縱器和擺輪式擒縱器。該擒縱器的運行方式是透過重力作用來控制擺輪的擺動速度，從而實現精確的時間計量，可以使擺輪與鐘機之間保持良好的隔離，同時也能讓包括氣候的外在因素對擺輪的影響降到最低。由於丹尼森從未專利他的設計，因此它很快成為日後新塔鐘的設計標準。
當前大笨鐘的擺錘頂部設有一小堆英國舊制幣值的便士，這些便士具有砝碼的功能，能夠用來調整鐘擺的重量及鐘錶的時間。增加一枚便士會微微提高擺錘重心的位置，以減少擺錘杆的有效長度而增加擺錘擺動的速度。因此當放上或拿下一個便士，便將能使鐘錶的速度加快或放慢0.4秒。為了保持精確度，大笨鐘每週需要人工上鏈三次（約需要1.5個小時）。大笨鐘的看守人負責維護鐘錶運轉，同時也監督西敏宮周圍設施的維護工作。一旦出現緊急情況，一支待命的鐘錶師能夠在24小時內進行維護工作。每年夏令和冬令時間交替時，大笨鐘通常需要進行維護。並對鐘體的零件進行修補和更換。
1941年5月10日，由於德國轟炸摧毀了鐘樓的兩個時鐘盤和塔樓屋頂的部分，同時也破壞了英国下议院的議事廳。為此，建築師贾莱斯·吉尔伯特·斯科特設計了一座約五層樓高的建築在鐘樓旁，並於1950年10月26日啟用。其中的兩層則交給了議事廳使用。

### 事故及事件

#### 19世紀
- 1878年之前：大笨鐘在歷史上第一次故障，由於時鐘的指針被積雪覆蓋，導致大笨鐘無法正常運作。[41][42]
- 1877年8月21日–1878年1月：由於清潔和修理機械裝置，大笨鐘暫停使用約三週，並更換了舊擒縱輪。[41]
- 1900年2月：鐘面上的積雪阻礙時針的走動，使大笨鐘停止運作約八個小時。[43]

#### 20世紀

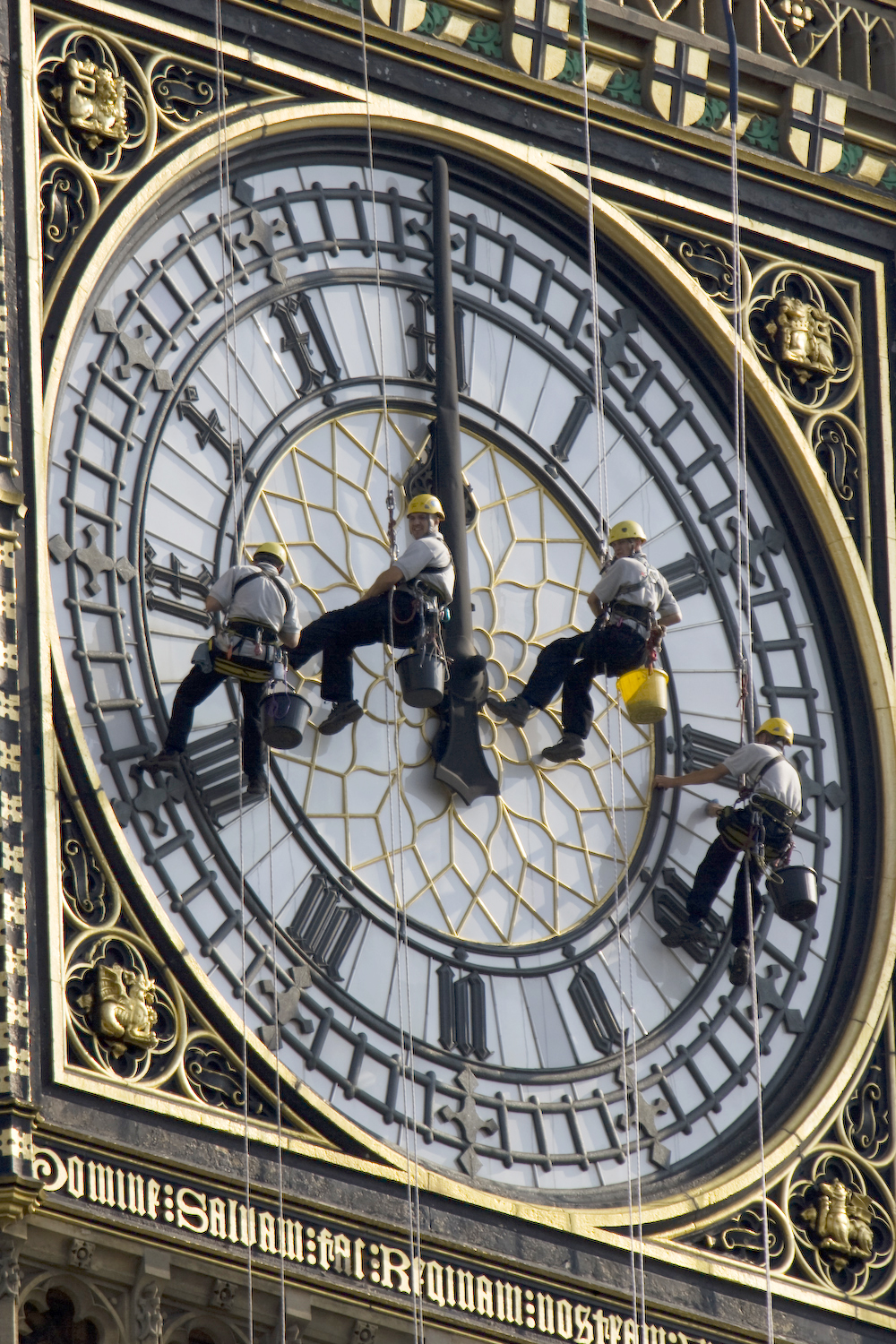
大笨鐘在2007年8月11日的清潔工程

- 1916年：在第一次世界大战期間的兩年，由於擔心德國齊柏林飛船飛艇攻擊倫敦，同時因應戰時燈火管制，鐘塔的鐘聲在整個戰爭期間被禁止使用，[44]時鐘面在晚上不亮燈直到戰爭結束，即1918年11月11日上午11時時才恢復鐘聲，並被視為慶祝一戰的結束。
- 1927年12月29日：由於鐘面積雪使得鐘樓停止運作。[45]
- 1928年冬天：大雪使鐘樓停止運作約幾個小時。[43]
- 1934年4月2日：時鐘在上午7點16分到下午1點15分進行小型修復工程。[46]
- 1936年9月23日：一位在油漆鐘室內部的畫家將梯子靠在驅動指針的軸上，使時鐘從上午8點47分至上午10點之間停止運作。[43]
- 1939年9月1日：儘管鐘聲繼續響起。但自這天開始到整個第二次世界大战期間，鐘面並未在夜間點亮，以避免在閃電戰期間引導轟炸機進行攻擊。
- 1941年5月10日至11日：在德國的一次轟炸襲擊中，鐘塔部分結構被一枚小型炸彈或一枚英國防空砲彈波及而損壞，導致建築物的石雕和裝飾性鐵製品受損，南錶盤上的玻璃遭到打碎。
- 1941年6月3日至4日：在進行修理鐘面空襲損壞工程時，由於一名工人將錘子離機械裝置太近，導致時鐘從下午22點13分停止運作至第二日上午10點13分。[43][47]
- 1944年12月9日：時鐘的指針因機械故障停止。損壞的擺式懸架彈簧部件在幾個小時內被更換。
- 1945年1月25日至26日：極冷的溫度凍結了四分之一鍾錘上的橡膠襯套，使得鐘聲在25日晚上9點到次日晚上9點間停止運作。BBC在此期間播放了格林尼治報時信號。
- 1947年1月28日：鐘錘上的橡膠襯套在午夜鐘聲響起再次凍結，使鐘樓再次停止運作，在早上進行修復後則解決了這場小問題。
- 1949年8月12日：基於一群八哥棲息在分針上的影響，導致時鐘慢了四分半鐘。[43][48]
- 1955年1月13日：由於北面和東面的錶盤上開始積雪。使時鐘在凌晨3點24分停止，在此後，一個小型電加熱器被放置在這兩個錶盤的內部，該措施有助於錶盤的凍結情況。[43]
- 1955年7月18日：由於操作敲擊鎚的繩索斷裂，導致鐘樓從上午10點到下午17點暫停使用。
- 1962年除夕：由於大雪結冰因素，導致鐘擺與發條裝置分離，使得鐘樓在新年晚了九分鐘報時。[49]
- 1965年1月30日：由於該日為政治家和前首相溫斯頓·邱吉爾的葬禮，為配合哀悼儀式而暫時停止鐘聲的運作。[50]
- 1968年1月9日：鐘面上的積雪阻礙時針的走動，使鐘樓從早上6點28分至上午10點10分間停止。[43]
- 1976年8月5日：鐘塔內部機械使用將近百年的氣動制動速度調節器，因為金屬疲勞而斷裂，導致完全上鏈約四噸重的上繞筒脫離機械運動，造成了鐘塔嚴重損壞。鐘塔在隨後的九個月內關閉了26天，直到1977年5月9日才重新啟動。在這段時間內則由BBC廣播四台播出格林尼治報時信號。1977年至2002年間，鐘塔鐘錶的維修工程由思韋茨與里德公司（Thwaites＆Reed）進行，這在1970年之前則是由原始的伍斯特公司（Dents）進行，自2002年以來，維修工程則是由英國議會的工作人員負責。
- 1986年3月和1987年1月：鍾鈴聲上的橡膠襯套因凍結問題使鐘聲停止運作。
- 1997年4月30日：為配合1997年英國大選，鐘樓暫停使用一天，並在三週後再次停止使用一天。

#### 21世紀
- 2005年5月27日：受倫敦反常的炎熱氣溫（31.8 °C（89.2 °F））影響，鐘樓於22點7分暫停運作，雖然在及時修復下曾恢復運作，但在22點20分再次停止運作，在恢復之前保持靜止約90分鐘。[51]
- 2005年10月29日：由於時鐘及其報時進行維護工作，鐘樓停止運作約33小時，這是22年來最長的維護工程。[52]
- 2006年6月5日：由於其中一個鐘的軸承磨損需要拆卸進行維修，鐘塔的四個「四分之一鐘」自上午7點開始關閉了四個星期。[53]在此期間，BBC廣播四台播放了英國鸟类鸣声錄音，接著是報時信號以取代正常的鐘聲。[54]
- 2007年8月11日：開始為期六週的停運進行維修。這是自安裝以來，鐘錶的鐘聲系統和大鐘擊錘器首次更換軸承。[55]在維修期間，鐘表由電動馬達驅動。[56]BBC廣播四台在此期間播放報時信號。修復工作的目標是讓鐘錶在進行重大維修前能夠再運行200年。[57]
- 2013年4月17日：由於該日為政治家和前首相玛格丽特·撒切尔的葬禮，為配合哀悼儀式而暫時停止鐘聲的運作。以示「深切的尊嚴和深深的敬意」。[58]
- 2015年8月：由於維護人員發現時鐘快了7秒。他們從鐘擺上取下硬幣以糾正錯誤，導致鐘樓在一段時間內運行緩慢。[59]

2017年8月21日，塔樓開始了為期四年的翻新工程。修改包括增加電梯，重新上釉和重新粉刷時鐘錶盤，升級照明和修復屋頂瓦片等改進。除除夕夜和陣亡將士紀念日等少數例外情況外，在2022年工作完成之前，大笨鐘將暫停使用。2022年11月13日，修復後的大笨鐘恢复运行。

## 大鐘

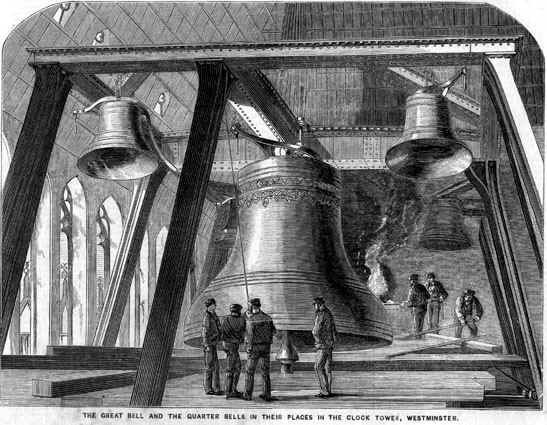
大鐘和四分之一鐘，出自1858年12月4日的《世界插圖新聞》。

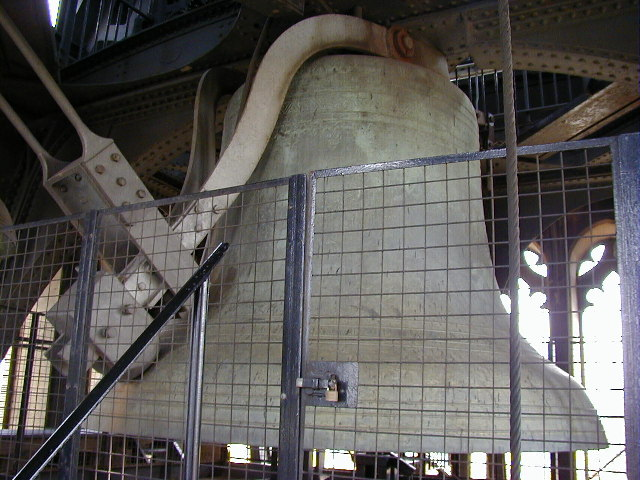
大笨鐘主鐘

### 主鐘
主鐘通常在正式場合被稱為「大鐘」，但更廣為人知的名稱是「大笨鐘」。它是西敏寺的主鐘之一，也是該塔內最大的鐘。這個鐘身能發出E小調的音調。然而，最初的鐘只是一個16噸（16.3噸）的小時鐘，由約翰·沃納和他的兒子於1856年8月6日於蒂斯河畔斯托克頓製造。據信最初的計劃是將這個鐘命名為「維多利亞鐘」或「皇家維多利亞鐘」以紀念維多利亞女王，但據說一位議員在議會辯論期間建議用「大鐘」作為這個鐘的暱稱。然而，這一評論沒有被記錄在《漢薩德記錄》中。
由於塔樓尚未完成，最初的鐘被安裝在新王宮庭院。然而，在測試過程中，大鐘裂開了且無法修復，人們因而不得不再次製造一個替代品。新鐘最後於1858年4月10日在懷特查佩爾鐘鑄造廠重新鑄造，成為一個高7英尺6英寸（2.29公尺）、直徑9英尺（2.74公尺）、重約13.5噸（13.76噸）的鐘。
第二個鐘由16匹馬拉的手推車運到塔樓，現場觀眾為其到來歡呼。然後，鐘被拉到鐘樓的鐘房，全程長達200英尺（61.0公尺），這項工程共花費了18個小時。
1859年7月，新鐘首次鳴響，但在同年的9月因受到錘擊而裂開。據鑄造廠經理喬治·米爾斯（George Mears）所說，鐘錶匠埃德蒙·貝克特·丹尼森使用的錘子重量，超過了原本規定重量的兩倍以上。在接下來的三年裡，為了修復大鐘，塔樓被迫停用。人們鑿出了裂縫周圍邊緣的一個正方形金屬塊，並將鐘體重新轉動了1/8的角度，讓新的錘子敲擊不同的位置。自那時起，儘管裂縫仍未被修復，但大笨鐘的音調略有不同，並繼續仍在使用。
在完工後，主鐘曾經是不列顛群島上最大的鐘，直到1881年在圣保罗座堂安裝了一口16.75噸（17噸）的大保羅鐘而被超越。
2007年8月，自從安裝以來，主鐘的敲擊器首次在修復工程進行更換。

### 四分之一鐘
大笨鐘的裝置不僅包含主鐘，還有四個四分之一鐘，每小時按照西敏鐘聲樂曲演奏。這四個四分之一鐘分別演奏G♯、F♯、E和B的音符。它們是由約翰·沃納及其子公司於1857年（G♯、F♯和B）和1858年（E）在倫敦市區的傑溫新月街（現址巴比肯藝術中心）的新月形鐘鋪鑄造而成。鐘樓中有一個被稱為「連結室」的低頂空間，裡面有控制四分之一鐘的鐵索。鐘樓中的鐘槌會因為鐘擺傳送過來的鐵索而受到觸發，以撞擊四分之一鐘。
四分之一鐘演奏一段以E大調為基調的20個音符序列，其中包括四個變奏。該序列以刻鐘方式呈現時間，使用1-4表示過去15分鐘，使用5-12表示過去30分鐘，使用13-20和1-4表示接下來的15分鐘，使用5-20表示整點鐘聲前的25秒。因為低音鐘（B）需要在短時間內擊打兩次，未有足夠的時間拉回鐘槌回到原位，所以兩側各裝有一個扳手式鐘槌。四分之一鐘演奏的音樂，則是來自劍橋大聖瑪利亞教堂的鐘聲樂曲，被稱為劍橋鐘聲，據說是基於格奥尔格·弗里德里希·亨德尔《彌賽亞》中的第三章節「我知道我的救贖主活著」。其变奏曲由小提琴樂句家威廉·克罗奇演奏。
鐘聲的假定歌詞來自劍橋大教堂，暗示了詩篇37:23-24的內容：「在這整個小時中，主啊，求你作我的引路人，並且藉著你的力量，我的腳不至於滑倒（All through this hour/Lord be my guide/And by Thy power/No foot shall slide）」。這些歌詞同樣刻在鐘房的牌匾上。」
四分之一鐘的一項要求，是每小時的第一聲響應該準確，誤差不應超過一秒鐘。這種容許的誤差是相對於格林威治標準時間（夏令時為英國夏令時間）。例如，在十二點時，第一聲響表示整點，即除夕晚上零時的新年倒數。然而，最後一聲響所標示的時間（UTC）可能會略有不同。
自2017年8月以來，大笨鐘於每週都會靜音以進行維護工作。然而，在2022年11月13日的國殤星期日以後，鐘樓恢復了常規服務，並在當地時間上午11:00敲響了整點鐘聲。第一聲響開始為期兩分鐘的默哀。

### 暱稱
「大笨鐘」這個綽號的起源存在一些爭議。這個綽號最初是指大鐘，可能是以監督大鐘安裝的本傑明·豪爾或英國重量級拳擊冠軍班·康特的名字命名的。不過現在，「大笨鐘」一詞通常被用來指代時鐘、鐘樓和大鐘的總稱，儘管該綽號並不是被普遍接受為實質的代名詞。
一些在描述鐘樓、時鐘和大鐘的文章中，通常會在書名中首先使用「大笨鐘」一詞，然後進一步說明書籍的主題是關於時鐘、鐘樓還是大鐘以避開這個問題。

## 文化
除了是西敏宫最大的鐘之外，大笨鐘被視為英國文化和歷史意義的重要象徵。其大鐘的音色被廣泛認為是倫敦的代表性聲音之一。此外，塔樓的外觀在影視媒體中相當矚目。當電視或電影製作人希望表達影視的發生地點位於英國時，一種常用的方式是展示大笨鐘的影像，通常在前景中還會有一輛紅色的雙層巴士或黑色計程車。
根據2008年的一項調查發現，大笨鐘是英國最受歡迎的地標。它還被評為倫敦最具標誌性的電影場景。
此外，鐘聲也被用於聲音媒體中，西敏寺的鐘聲經常被其他鐘、設備模仿，或作為英國跨年慶祝活動的焦點，廣播和電視台在每年跨年之時都會播放它的鐘聲來迎接新一年的開始。自2012年，鐘塔將開始配合倫敦的煙火活動，每次大笨鐘的鐘聲響起時，周圍將會發射煙火。同樣在國殤紀念日，大笨鐘鐘聲的傳出表示第11個月的第11天的第11個小時及2分鐘的默哀開始。
大笨鐘的鐘聲也曾在四次君主的國葬上使用，每次鐘聲數量均以該君主的壽命年數為基礎，該四次分別是：1910年的愛德華七世國王葬禮：大笨鐘響了68下；1936年的喬治五世國王葬禮（70下）； 1952年喬治六世國王葬禮（56下）；最後是在2022年伊莉莎白二世女王的葬禮上（96下）。
居住在大笨鐘適當距離的倫敦人，通常可以通過聆聽現場和類比收音機中的鐘聲，聽到大笨鐘在每整點時敲十三下。然而差別在於，電子傳輸的鐘聲幾乎是瞬間到達，而「現場」的聲音，由於音速相對較慢，在空氣中傳播時會有延遲。
從1923年12月31日開始，大笨鐘的鐘響亦可在於英國廣播公司第四台的一些新聞公告（6時正、午夜及星期天的晚上10時正）的一小時前及英國廣播公司世界新聞頻道，鐘聲是從永久安裝在塔內的線路，藉由連接到廣播大樓的麥克風以發送現場直播。。鐘聲是經由長期設置在鐘樓內而連接著廣播大樓的擴音器傳送的，大笨鐘的鐘聲今天仍會用於所有獨立電視新聞頻道新聞快報的新聞預告。ITV新聞的「ITV十點新聞」在過去一連串的大笨鐘鐘聲作新聞預告的配樂作開始已很多年。大笨鐘的鐘聲今天仍會用於所有獨立電視新聞頻道新聞快報的新聞預告，及威斯敏斯特宮大笨鐘的鐘面圖，然而，由於因ITV新聞認為使用大笨鐘為新聞預告配樂主題過於「大倫敦主義」，因此於2009年11月2日起，十點新聞取消由倫敦天際線飛往大笨鐘的新聞開場電腦動畫，亦減少大笨鐘的圖案出現，但仍保留大笨鐘的鐘聲音效。
在2010年大選的投票結束時，全國出口民意調查的結果被投影到塔的南側。2012年7月27日上午8點12分開始，大本鐘鳴響30聲，迎接當天正式開始的2012年夏季奧林匹克運動會。
此外，在前英國殖民地的香港不少學校都使用大笨鐘的鈴聲作換課鐘聲。

## 2017年修復計畫

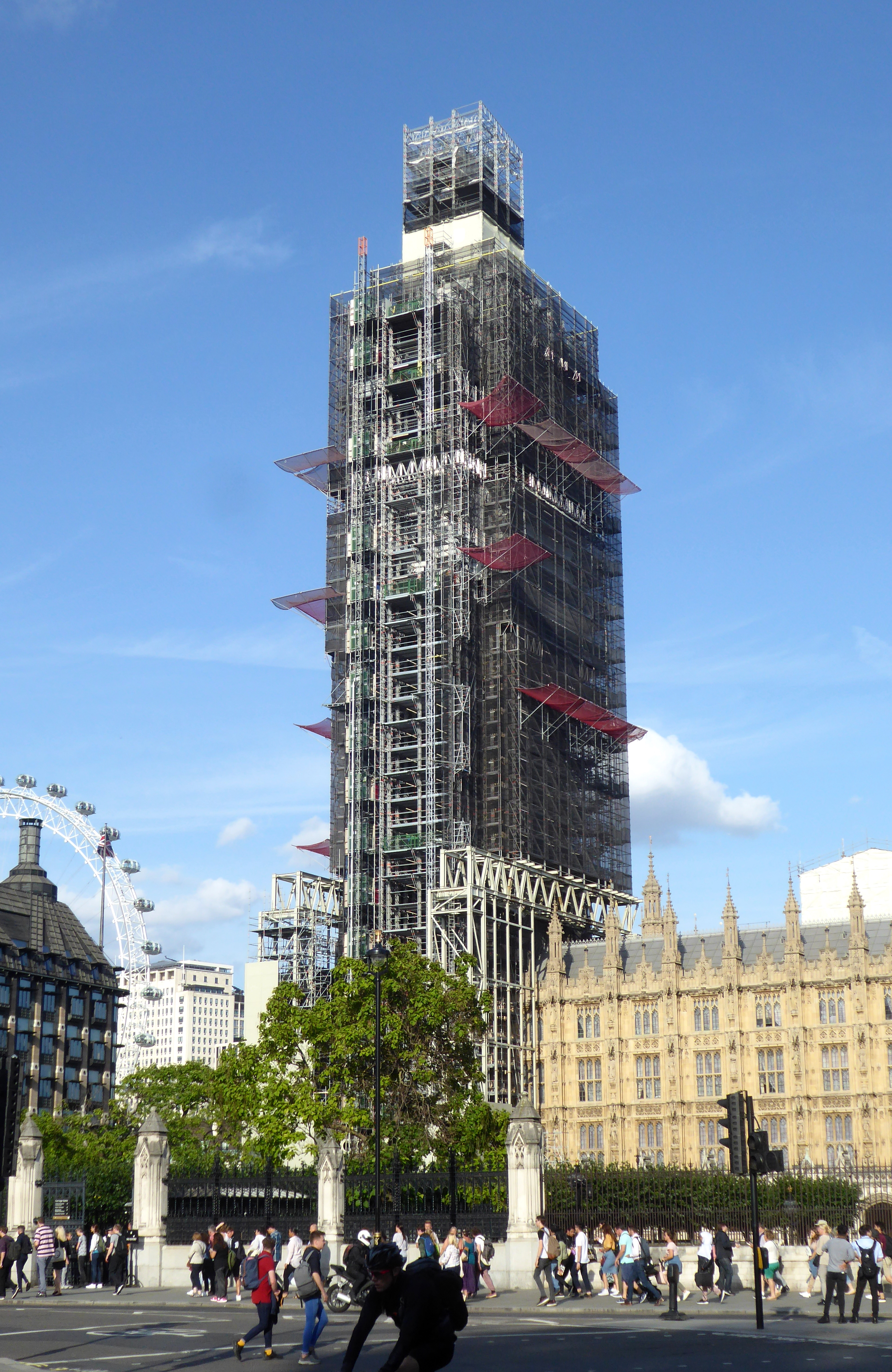
2017年修復工程所搭建的腳手架。

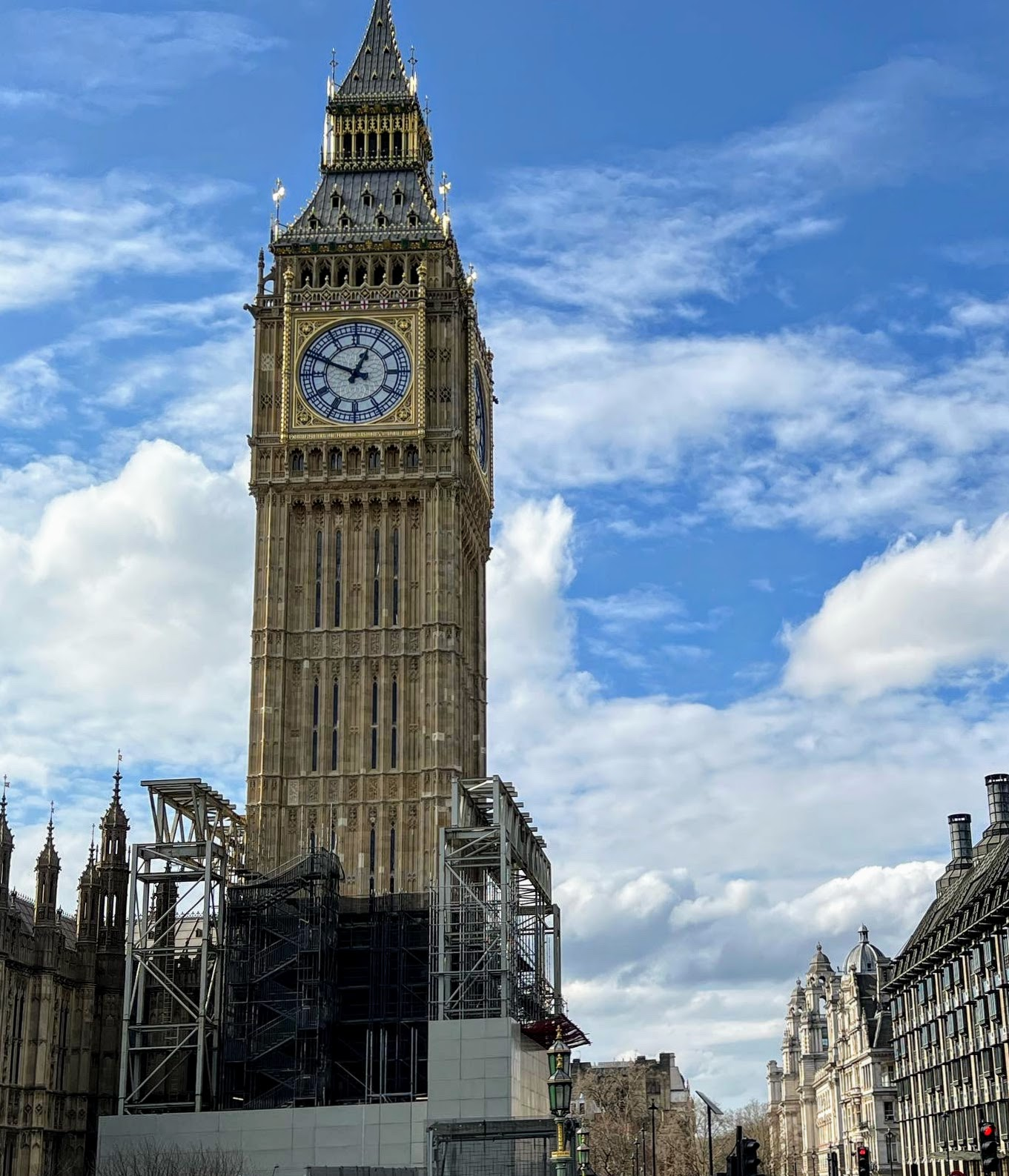
2022年3月，大部分腳手架已拆除的大笨鐘。

2017年8月21日，因應必要性的修復計畫，大笨鐘的鐘聲被暫停了四年。暫停鐘聲的決定是為了保護塔上工人在進行修復時聽力因素，但這也引起了高級國會議員和首相文翠珊的強烈批評。對於一些重要場合，如新年前夜和國殤紀念日時，大笨鐘的響聲則透過電動馬達來處理；在修復期間，至少有一個鐘面框架是可見的。當停止鐘聲後，周圍的腳手架立即在塔樓周圍搭建起來。最初預估該計畫的成本大約為2900萬英鎊，但後來這個預估數字增加了一倍多，達到約6900萬英鎊。
2020年2月，根據修復工作的進度，揭示了大笨鐘在1941年5月被炸毀的英國國會大廈轟炸中遭受的損壞比最初想像的還要嚴重。其他昂貴的發現，則包括在鐘樓中的石棉、大量使用的鉛漆、鐘面上的破損玻璃以及由空氣污染引起的石雕磨損。解決這些新問題的成本估計為1860萬英鎊，使修復大笨鐘的總預算接近8000萬英鎊。
在修復工程中，位於屋頂的2567塊鑄鐵瓦片被拆除以進行翻新，同時在塔內也安裝了電機，使人員進出塔摟更加方便，並且在塔內首次設置了基本的帶流動水的衛生間。塔頂的艾爾頓燈在議會開會時點亮，在修復工程中進行更換，並與鐘樓中的其他燈飾一起安裝了低能耗的LED燈。塔樓最明顯的改變之一，則是將鐘面框架恢復到1859年首次建造時使用的普魯士藍，用於覆蓋煤煙斑駁的錶盤框架的黑漆則被剝除。
其他的修復成果則包括鐘面重新鍍金，聖喬治的盾牌重新塗上原來的紅白色。由1296塊玻璃組成的鐘面進行更換。在經過四年的翻新和修復後，2021年12月，大笨鐘在新年的鐘聲中宣告修復完成。2022年4月，支撐腳手架的斜架被拆除。

## 外部連結
- 官方网站  at UK Parliament
- The Palace of Westminster （页面存档备份，存于） at UK Parliament
- Big Ben's Clapper （页面存档备份，存于） at Houghton-le-Spring Heritage Society
- Interior photos of  the tower （页面存档备份，存于） at UK Parliament's Flickr
- "A tale of Two Towers: Big Ben and Pisa"—transcript of a lecture by Prof. John Burland (archived 12 October 2007)

### 影像
- What's inside Big Ben? (Elizabeth Tower) （页面存档备份，存于） Comprehensive 2022 YouTube animation that shows clock's workings
- Inside Big Ben's Makeover （页面存档备份，存于） short 2020 film by the B1M
- The Mechanical Genius of Big Ben (2017) （页面存档备份，存于） documentary by Discovery
- Big Ben's a Hundred (1959) （页面存档备份，存于） newsreel by 百代新聞社
- Big Ben's Clean Up (1955) （页面存档备份，存于） by British Pathé
- Big Ben: Inside London's Famous Clock (1950) （页面存档备份，存于） by British Pathé